# گوزن‌های هندوچین
گوزن‌های هندوچین (نام علمی: Rucervus) نام یک سرده از زیرخانواده گوزنیان جهان قدیم است.

## گونه‌ها
- گوزن شومبورگ - Rucervus schomburgki (منقرض شده, ۱۹۳۸)
- باراسینگا - Rucervus duvaucelii
- گوزن شاخ‌پیشانی - Rucervus eldii